# Atrophaneura coon
Losaria coon là một loài bướm ngày thuộc họ Papilionidae. Loài bướm này được tìm thấy ở Assam, Manipur]] và quần đảo Nicobar (Ấn Độ), qua đại lục Đông Nam Á, phía đông đến Hải Nam (Trung Quốc) và phía nam tới các đảo của Indonesia Sumatra, Java và Bawean. Nó không hiện diện ở Borneo.
Sải cánh dài 100–120 mm. Con đực và con cái có bề ngoài giống nhau.

## Hình ảnh

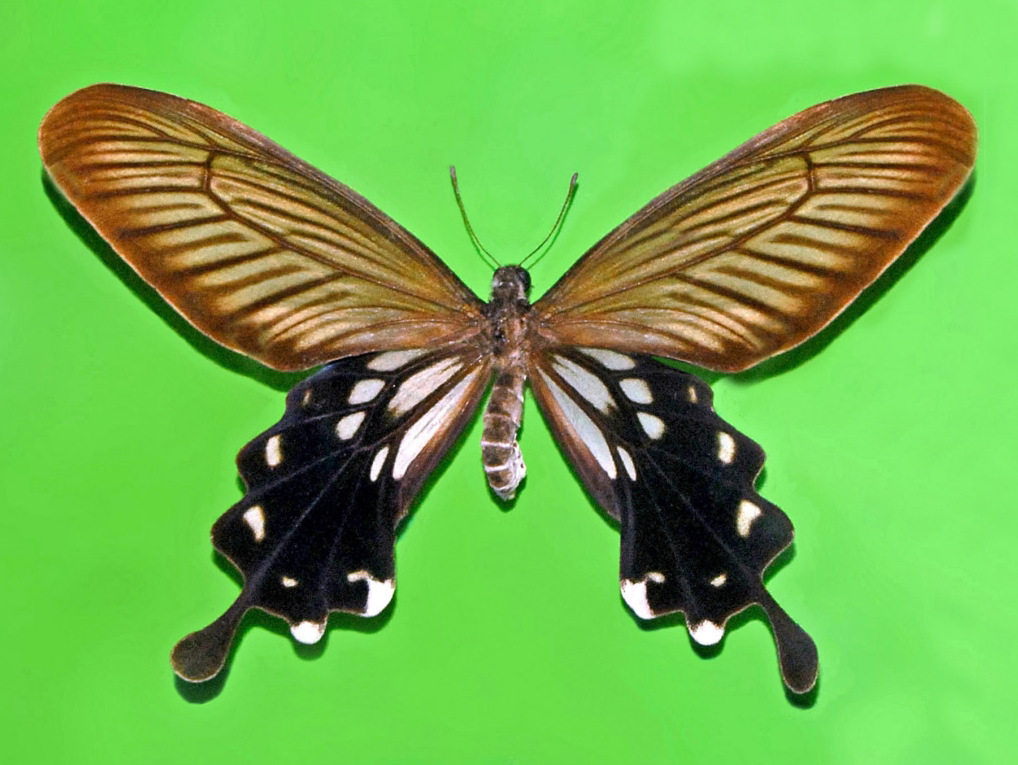
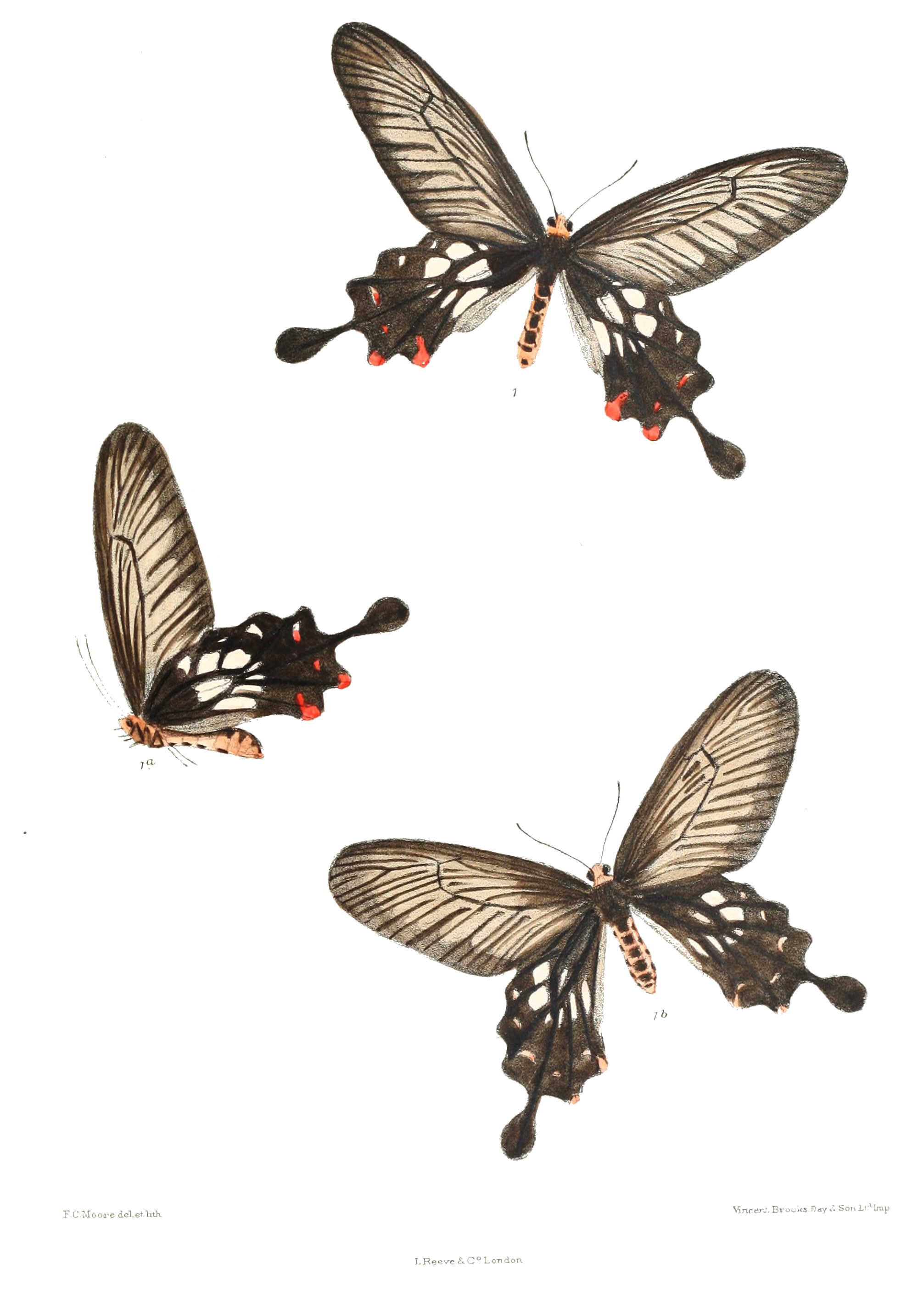

## Phân loài
Loài này có 8 phân loài sau: